# Tomba di Rocco Scotellaro

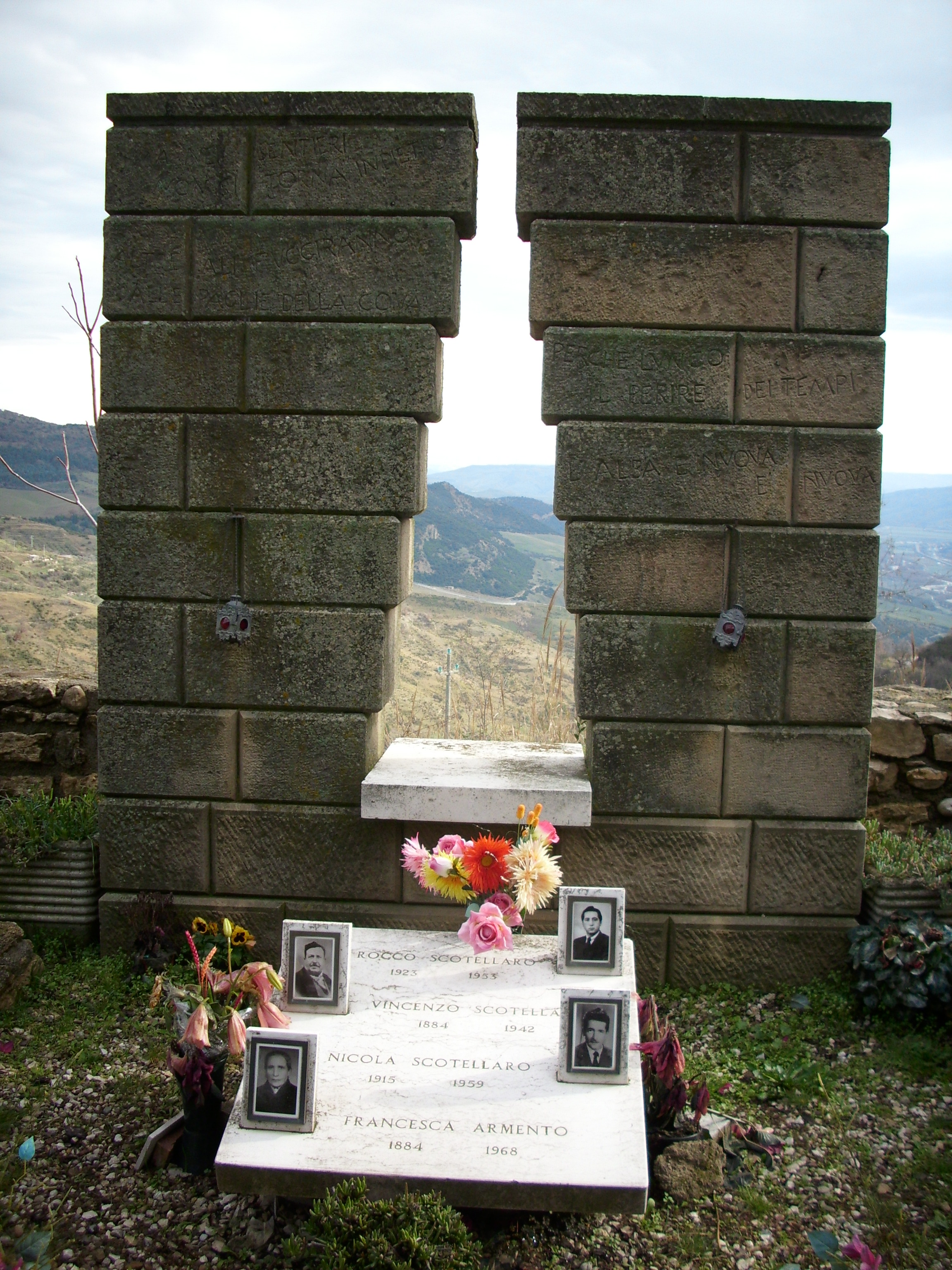
Tomba di Rocco Scotellaro

La tomba di Rocco Scotellaro è un monumento funebre realizzato a Tricarico nel 1957 dallo studio BBPR, nella persona degli architetti Lodovico Barbiano di Belgiojoso, Enrico Peressutti ed Ernesto Nathan Rogers, su proposta di Carlo Levi e finanziato da Adriano Olivetti. Accoglie le spoglie dello scrittore lucano Rocco Scotellaro.

## Descrizione

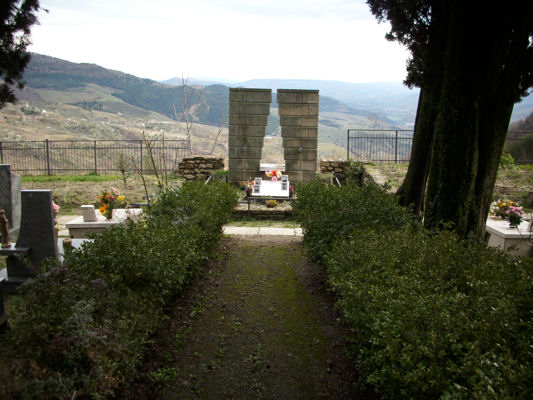
Il vialetto che conduce alla tomba

Situata lungo il muro di cinta orientale del cimitero di Tricarico, al termine di un viale fiancheggiato da cipressi, la struttura occupa una superficie quadrata di 16 m2, delimitata per tre lati da un muretto di pietre a secco. Sul quarto lato, a prolungamento del muro di cinta del cimitero, invisibile allo spettatore, si erge un piano verticale a mo' di finto arco, costituito da blocchi di pietra incastrati e sovrapposti che delimitano al centro una fessura trapezoidale molto ampia alla base che si restringe simmetricamente verso l'apice del muro, fino quasi a chiudersi. La finestra che così viene a formarsi permette la visione del panorama collinare, il "versante lungo del Basento" lungamente descritto nelle opere di Scotellaro. 
Il pendio della collina, che appare oggi incolto, era originariamente ricoperto di vigne e uliveti.
Su una delle pietre che costituiscono l'opera sono state incise i versi finali della poesia "Sempre nuova è l'alba", in grado di riassumere, sinteticamente, la concezione della vita e del mondo di questo scrittore e poeta ritenuto dalla critica uno dei primi neorealisti:
Ma nei sentieri non si torna indietro
altre ali fuggiranno
dalle paglie della cova,
perché lungo il perire dei tempi
l'alba è nuova, è nuova.